# Championnats du monde de roller de vitesse 2001
Navigation
Édition précédente Édition suivante
Les championnats du monde de roller course 2001, ont lieu du 8 au 16 septembre 2001 à Valence (Tarn-et-Garonne), en France.

## Podiums

### Femmes
| Épreuves           | Or                                                      | Argent                                               | Bronze                                                |
| Piste              | Piste                                                   | Piste                                                | Piste                                                 |
| ------------------ | ------------------------------------------------------- | ---------------------------------------------------- | ----------------------------------------------------- |
| 300 m              | Estelle Flourens                                        | Julie Glass                                          | Valentina Belloni                                     |
| 500 m sprint       | Andrea González                                         | Berenice Moreno                                      | Pan Yi-Chin                                           |
| 1 000 m sprint     | Andrea González                                         | Julie Glass                                          | Jessica Smith                                         |
| 5 000 m à point    | Theresa Cliff-Ryan                                      | Pan Yi-Chin                                          | Silvina Posada                                        |
| 10 000 m           | Sheila Herrero                                          | Theresa Cliff-Ryan                                   | Tamara Llorens                                        |
| 15 000 m           | Sheila Herrero                                          | Silvia Niño                                          | Theresa Cliff-Ryan                                    |
| 5 000 m par équipe | États-Unis Julie Glass Theresa Cliff-Ryan Jessica Smith | Colombie Berenice Moreno Silvia Niño Alexandra Vivas | France Caroline Lagrée Angèle Vaudan Estelle Flourens |
| Route              |                                                         |                                                      |                                                       |
| 300 m              | Valentina Belloni                                       | Eva Maria Richardson                                 | Sophie Muir                                           |
| 500 m              | Sophie Muir                                             | Julie Glass                                          | Andrea González                                       |
| 1 000 m            | Julie Glass                                             | Andrea González                                      | Valentina Belloni                                     |
| 5 000 m à point    | Theresa Cliff-Ryan                                      | Sheila Herrero                                       | Andréa Haritchelhar                                   |
| 10 000 m           | Sheila Herrero                                          | Theresa Cliff-Ryan                                   | Nathalie Barbotin                                     |
| 15 000 m           | Andrea González                                         | Laura Lombardo                                       | Theresa Cliff-Ryan                                    |
| Longue distance    |                                                         |                                                      |                                                       |
| 42 195 m           | Sheila Herrero                                          | Alessandra Susmeli                                   | Pan Yi-Chin                                           |

### Hommes
| Épreuves            | Or                                                   | Argent                                             | Bronze                                                   |
| Piste               | Piste                                                | Piste                                              | Piste                                                    |
| ------------------- | ---------------------------------------------------- | -------------------------------------------------- | -------------------------------------------------------- |
| 300 m               | Kalon Dobbin                                         | Gregorio Duggento                                  | Diego Betancur                                           |
| 500 m sprint        | Pascal Briand                                        | Diego Betancur                                     | Kalon Dobbin                                             |
| 1 000 m sprint      | Chad Hedrick                                         | Pascal Briand                                      | Diego Rosero                                             |
| 10 000 m à point    | Chad Hedrick                                         | Shane Dobbin                                       | Michael Byrne                                            |
| 15 000 m            | Chad Hedrick                                         | Arnaud Gicquel                                     | Pierdavide Romani                                        |
| 20 000 m            | Harry Vogel                                          | Jorge Botero                                       | Pierdavide Romani                                        |
| 20 000 m par équipe | États-Unis Chad Hedrick Jonathan Webster Harry Vogel | Colombie Diego Rosero Diego Betancur Pedro Becerra | France Baptiste Grandgirard Pascal Briand Arnaud Gicquel |
| Route               |                                                      |                                                    |                                                          |
| 300 m               | Gregorio Duggento                                    | Corey Price                                        | Kalon Dobbin                                             |
| 500 m               | Pascal Briand                                        | Kalon Dobbin                                       | Diego Betancur                                           |
| 1 000 m             | Pascal Briand                                        | Chad Hedrick                                       | Diego Betancur                                           |
| 10 000 m à point    | Chad Hedrick                                         | Luca Presti                                        | Jorge Botero                                             |
| 15 000 m            | Chad Hedrick                                         | Diego Rosero                                       | Garikoitz Lerga                                          |
| 20 000 m            | Chad Hedrick                                         | Arnaud Gicquel                                     | Jorge Botero                                             |
| Longue distance     |                                                      |                                                    |                                                          |
| 84 km               | Franck Cardin                                        | Philippe Boulard                                   | Arnaud Gicquel                                           |

## Tableau des médailles
- Pays organisateur

| Rang  | Nation           | Or | Argent | Bronze | Total |
| ----- | ---------------- | -- | ------ | ------ | ----- |
| 1     | États-Unis       | 12 | 6      | 3      | 21    |
| 2     | France           | 5  | 4      | 4      | 13    |
| 3     | Espagne          | 4  | 1      | 1      | 6     |
| 4     | Argentine        | 3  | 2      | 4      | 9     |
| 5     | Italie           | 2  | 4      | 4      | 10    |
| 6     | Nouvelle-Zélande | 1  | 2      | 2      | 5     |
| 7     | Australie        | 1  | 1      | 2      | 4     |
| 8     | Colombie         | 0  | 7      | 6      | 13    |
| 9     | Taïwan           | 0  | 1      | 2      | 3     |
| Total | Total            | 28 | 28     | 28     | 84    |